# Luzenac Val Chisone
La Luzenac Val Chisone s.p.a. è un'azienda nata nel 1989 con l’acquisto da parte della società Talc de Luzenac della Società Talco e Grafite Val Chisone s.p.a. Il nome cambiò in Imerys Talc Italy s.p.a. nel 2011 con l’acquisto del gruppo Luzenac da parte della Imerys.
La Luzenac decise nel 1995 l’apertura a Pomeifré, di una nuova galleria denominata “Rodoretto”, che come la maggior parte delle gallerie è situata nel comune di Prali (TO). Nel 1992 chiuse lo stabilimento di macinazione di San Sebastiano, situato nel comune di Perosa Argentina (TO), e nel 1995 si chiudono definitivamente anche i cantieri della Gianna e nel 2002 quelli di Crosetto, mentre nel 2007 la miniera di talco e lo stabilimento di Orani (Sardegna) vengono venduti alla Imi Fabi s.p.a.
Con la chiusura di Crosetto vi è anche la fine trasporti ferroviari minerari fatti tramite locomotori a batterie; infatti nella nuova miniera di Rodoretto non sono installati binari ma il trasporto avviene tramite camion.
Nel 1998 la Luzenac cede alla La Tuno (società a capitale misto pubblico-privato) le gallerie della Paola e della Gianna così nasce ScopriMiniera, la proposta turistica di tour guidato lungo i sotterranei della miniera, alla scoperta della vita e del lavoro dei minatori della Val Germanasca. Sempre negli anni Novanta venne chiusa la storica sede amministrativa di Pinerolo e tutti gli uffici furono spostati presso lo stabilimento di Malanaggio a Porte.